# أكاديمية البرهان
البرهان أو أكاديمية البرهان إسلام أباد في عام 2013 من قبل المفتي سيد عدنان كاكاخيل. يقدم دروسًا في علم اللاهوت في عطلة نهاية الأسبوع للرجال والنساء والمهنيين وطلاب الجامعات. كما توفر مدرسة صيفية لعلماء المسلمين المتخصصين في التدريس والفقه وتدير خدمات الرعاية. يقوم البرهان حاليًا بتدريس آلاف الطلاب عبر الإنترنت وغير متصل. يتم تشغيل النظام في الموقع وعبر الإنترنت، من التسجيل والقبول إلى الإدارة، من قبل متطوعين. أطلق البرهان مؤخرًا نظام التعليم الإلكتروني «البرهان الإلكتروني»، والذي يعلم الناس من 80 دولة القرآن والحديث والسيرة والفقه.

## الدورات
- دورة في القرآن الكريم بالحديث (عبر الإنترنت)
- دورة علم دين (سنة واحدة)
- دورة علم دين للسيدات (سنة واحدة) فقط في إسلام أباد
- الاستشارات الشرعية
- مخيم صيفي

## الحرم الجامعي
- حرم إسلام آباد (الرئيسي)
- حرم لاهور
- حرم كراتشي
- حرم بيشاور
- حرم مردان (قادم)

## موقع الكتروني
- [ https://alburhan.org ]